# Boubacar Traoré (cestista)
Boubacar Traoré (Dakar, 17 dicembre 1946) è un ex cestista senegalese.

## Carriera
Con il Senegal ha disputato due edizioni dei Giochi olimpici: Città del Messico 1968 e Monaco 1972.